# Шлезвиг-Гольштейн
Шле́звиг-Гольште́йн (нем. Schleswig-Holstein [ˈʃleːsvɪç ˈhɔlˌʃtaɪ̯n], н.-нем. Sleswig-Holsteen, дат. Slesvig-Holsten) — земля ФРГ, расположенная на севере страны. Столица — город Киль. На севере граничит с Данией, на юге — со свободным городом Гамбургом, а также с землями Мекленбург-Передняя Померания и Нижняя Саксония.

## География
Шлезвиг-Гольштейн занимает юг полуострова Ютландия и граничит с Данией на севере, Северным морем на западе, Балтийским морем и федеральной землёй Мекленбург-Передняя Померания на востоке и землями Нижняя Саксония и Гамбург на юге. Со стороны Балтийского моря в землю вдаётся длинная бухта Шлей.

## История

### Древность
Согласно археологическим данным, население современного Шлезвиг-Гольштейна после последнего ледникового периода составляли племена охотников и собирателей. Приблизительно с 4000 до н. э. здесь появляются земледельческие племена, которые оставили после себя более 100 мегалитических могильников-усыпальниц. Начиная с бронзового века полуостров с севера на юг пересекает дорога, по которой проходили скотоводческие торговые караваны северных ютов. Во времена великого переселения народов Шлезвиг-Гольштейн пережил целый ряд многочисленных миграций германских племен. Так в III—V вв. отсюда на Британские острова переселились племена англов, а также частично юты и саксы.

### Средние века
В Раннем Средневековье население сегодняшнего Шлезвиг-Гольштейна составили четыре этнические и языковые группы: на севере проживали юты и датчане, на северо-западе (с VII в.) — фризы; на востоке и юго-востоке (также с VII в.) — славяне-ободриты; на юго-западе — саксы, от одного из племен которых — Хольстен — и унаследовала своё название южная часть земли — Хольштайн (Гольштейн).
В Средневековье здесь также происходит процесс образования феодальных государств. Герцогство Шлезвиг, или Южная Ютландия, первоначально было частью Дании, однако позже перешло под контроль государства франков после Саксонской войны Карла Великого в конце VIII века. В 1110 году в западной части будущего Гольштейна образовалось графство Гольштейн; во второй половине XII века оно подчинило и сегодняшний восточный Гольштейн. В 1203 году Гольштейном овладела Дания. Впрочем, уже в 1225 году графы Гольштейна, поддержанные местным рыцарством, вновь оказались у власти.
Начиная с XII века, в процессе интенсивной немецкой миграции из-за Эльбы, славянское население востока и юго-востока Шлезвиг-Гольштейна смешивалось с немецкими мигрантами и к концу XV века славяне-ободриты растворились в немецкоязычной среде.
Между голштинскими графами и Данией разгорелась борьба за наследство в Шлезвиге, закончившаяся договором в Нюборге на острове Фюн (15 августа 1386). Граф Герхард VI Голштинский был признан герцогом Шлезвига (вместе с северной Фрисландией). Владение Шлезвигом стало наследственным в качестве датского лена в рендсбургской линии голштинского графского дома. С этого времени ведёт своё начало соединённое герцогство Шлезвиг-Гольштейн.

### Новое время
В 1544 году Гольштейн был разделён на титулярное Герцогство — Гольштейн-Зондербург (фактически и де юре, с 1564 г., большая часть которого находилось в составе Священно-Римской Империи), истоком которого было владетельное герцогство Гольштейн (так называемая земля Гольштиния), Гольштейн-Готторп. Гольштейн-Зондербург оставался во владении короля Дании и был также известен как Королевский Гольштейн; потом он стал известен как Гольштейн-Глюкштадт (в составе Священно-Римской империи). Гольштейн-Готторп, также известный как Герцогский Гольштейн, был передан третьему сыну датского короля Фредерика I и его потомству (младшей ветви Ольденбургов, к роду которых принадлежали короли Дании).
В 1581 году произошёл вторичный раздел Шлезвиг-Голштинии между датским королем Фредериком II и его дядей Адольфом I Готторпским. К королевской линии отошли в Шлезвиге: Альзен, Фленсбург, Гадерслебен; в Голштинии: Зегеберг, Плён и некоторые монастыри; герцогской линии были отданы в Шлезвиге: Гузум, Апенраде и Тондерн; в Голштинии: Неймюнстер, Ольденбург и Фемарн. В 1582 г. король Фредерик II отдал несколько владений в Гадерслебене своему брату Гансу, сделавшемуся родоначальником Шлезвиг-Зондербургской линии. Внук его Эрнст Гюнтер (1609—1689) основал Шлезвиг-Зондербург-Августенбургскую линию, а брат его Август-Филипп сделался родоначальником Шлезвиг-Бек-Глюксбургской линии (с 1825 года называлась Голштейн-Зондербург-Глюксбургской).
В течение последующего времени Голштиния оставалась ленным владением Священно-Римской империи, а Шлезвиг — датского королевства; в то же время связь между герцогствами выражалась в общем сейме и некоторых других общих учреждениях. При каждой перемене правителя дворянство требовало подтверждения нераздельности герцогств, хотя фактически оно часто нарушалось, и дворянство больше всего заботилось о сохранении своих привилегий.
Во время Тридцатилетней войны внук Адольфа I Готторпского герцог Фридрих III (1616—1659) старался сохранить нейтралитет, но после поражения датского короля Кристиана IV при Луттере в 1626 году в герцогства вторглись императорские войска и опустошили их. Вскоре после вступления в управление герцогствами Фридрих III побудил шлезвиг-голштинских чинов отказаться от права избрания правителя и объявил с согласия Дании и германского императора преемство герцогской власти наследственным в его роде по праву первородства. В 1658 г. при заключении Роскилльского мира Фридрих III с помощью своего зятя шведского короля Карла X Густава добился признания освобождения Шлезвига от ленных отношений к Дании. Во время управления его сына Кристиана Альбрехта (1659—1695) самостоятельность Шлезвига была подтверждена в Оливском мирном трактате 1660 года.
Дания, однако, силой оружия вернула свои суверенные права в Шлезвиге; дважды (в 1675 и в 1683 годах) датские войска изгоняли герцога из страны; примирение состоялось в 1689 году в Альтоне.
Во время Северной войны датские войска заняли (1711—1713) Шлезвиг и после заключения мира в 1720 году датский король Фредерик IV вернул герцогу Карлу Фридриху лишь его владения в Голштинии (готторпскую долю). Что касается Шлезвига, то Фредерик IV объявил обе доли, королевскую и готторпскую, нераздельным владением, а себя — суверенным герцогом шлезвигским. Переговоры о признании нового порядка вещей затянулись.
В 1762 году сын Карла Фридриха стал императором России под именем Петра III. Пётр III планировал напасть на Данию, чтобы вернуть Гольштейн-Готторпские владения, присоединённые к Шлезвигу.
Императрица Екатерина II в 1767 году заключила с Данией договор о союзе, подтверждённый трактатом 1773 года (так называемый Царскосельский трактат), который полностью урегулировал «готторпский вопрос». Согласно подписанному наследником российского престола Павлом (бывшим также гольштейн-готторпским герцогом) трактату, он отказывался в пользу Дании от готторпского наследства в обмен на графства Ольденбург и Дельменхорст в Северной Германии, которые через четыре года были отданы родному дяде Екатерины Фридриху Августу. В результате весь Шлезвиг-Гольштейн вошёл в состав Дании.
Шлезвиг-Гольштейн фактически стал управляться как датская провинция. Герцогства Шлезвиг и Гольштейн, однако, сохраняли свои старые привилегии, местные законы, имели свою монету и составляли особый таможенный округ. В Готторпе (до 1846 года) находился датский наместник, а высшее правительственное учреждение для герцогств составляла так называемая немецкая канцелярия в Копенгагене.
Когда в 1806 году была упразднена Священная Римская империя, датский король объявил Гольштейн нераздельной частью датского государства. В обоих герцогствах были введены датское уложение и монетная система, датский язык был объявлен обязательным в сношениях с правительством Дании.
В 1815 году на Венском конгрессе герцогства Гольштейн и Саксен-Лауэнбург были оставлены в датском владении в качестве вознаграждения за отделение от Дании Норвегии, но они были признаны членами Германского союза. Шлезвиг не был включён в состав Германского союза.
В первой четверти XIX века датская национальная партия стремилась к более тесному сближению Шлезвига с Данией, а немецкая поставила себе задачей включение Шлезвига в состав Германского союза. В 1842 году шлезвиг-гольштейнские войска были расформированы и преобразованы в общедатские с датскими знаменами. Для окончательного установления нераздельности Шлезвиг-Гольштейна с Данией оставалось лишь признать для всех частей датской монархии одинаковый порядок престолонаследия. В Дании, по закону 1665 года, престол, в случае отсутствия мужского потомства, переходит к женской линии, а в Гольштейне мужскому потомству отдавалось преимущество во всех боковых линиях. Так как у датского короля Христиана VIII был лишь один сын Фридрих, то в случае если этот сын умер бы без мужского потомства, Шлезвиг-Гольштейн должен был бы отойти к представителям Августенбургской линии и, следовательно, вновь наступило бы отделение герцогств от Дании.
После исследования особой комиссией в течение двух лет вопроса о престолонаследии Христиан VIII 8 июля 1846 года издал «открытое письмо», в котором заявил, что после тщательно сделанного исследования оказалось, что в отношении престолонаследия в Шлезвиге, Лауэнбурге и в некоторых частях Гольштейна существует тот же порядок, что в Дании, и что в отношении и другой части Гольштейна он твердо решился отстаивать датский порядок престолонаследия. Это заявление вызвало волнение в стране и протесты со стороны представителей Августенбургской линии, права которых были нарушены этим заявлением.
Волнения немцев в Шлезвиг-Гольштейне были поддержаны националистами в германских государствах. Песня «Schleswig-Holstein meerumschlungen» сделалась лозунгом освобождения Шлезвиг-Гольштейна из-под датской власти.
20 января 1848 года умер Христиан VIII. Его сын Фридрих VII решился созвать в Копенгагене первый общий для Дании и герцогств сейм. В Киле 23 марта 1848 года произошла революция и было образовано временное правительство. Оно созвало шлезвиг-гольштейнский сейм и обратилось в германский Союзный сейм с предложением о принятии Шлезвига в состав союза, что и было признано сеймом 12 апреля 1848 года. При этом исполнение постановления Союзного сейма было возложено на Пруссию.
Прусские войска вступили в Шлезвиг и таким образом началась Датско-прусская война 1848—1850, закончившаяся миром 2 июля 1850 года. По этому миру Шлезвиг-Гольштейн был возвращён к положению, существовавшему до войны. Шлезвиг получил особое датское управление; Гольштейн и Лауэнбург, будучи членами Германского союза, оставались под властью Дании; порядок престолонаследия был признан общий для Дании и герцогств, а именно в пользу датского наследного принца Христиана Глюксбургского.
Гольштейнцы попытались на свой страх продолжать войну с Данией, но были разбиты в битве при Иштедте 24—25 июля 1850 года. Их расчёты на продолжение поддержки со стороны Пруссии не оправдались. 29 ноября 1850 года в Ольмюце прусское правительство, по требованию России и Австрии, вынуждено было отказаться от поддержки революционного движения в Шлезвиг-Гольштейне. Туда теперь была послана комиссия для умиротворения страны в сопровождении австрийских войск. Временное шлезвиг-гольштейнское правительство сложило с себя власть; австрийцы заняли Гольштейн, а датчане Шлезвиг.
В 1852 году (8 мая) на лондонской конференции Англия, Россия и Франция признали в интересах европейского мира необходимым сохранить неприкосновенность датской монархии в полном составе (так называемый лондонский протокол 1852 года). 29 июля германский Союзный сейм утвердил австрийско-прусско-датское соглашение и немецкие войска покинули Шлезвиг-Гольштейн.
В 1853 году были созваны сеймы для Шлезвига во Фленсбурге, а для Гольштейна в Итцехо. Каждому сейму были предложены новые уложения государственного устройства: Шлезвиг объявлялся простой провинцией Дании, а Гольштейн автономной, но нераздельной частью датской монархии. Оба уложения, несмотря на то, что они были отвергнуты сеймами, были объявлены королём действующим законом. Особенное раздражение немецких жителей Шлезвига вызвало изгнание немецкого языка из школ и церквей в северном Шлезвиге и замена немецких учителей и пасторов датчанами. Все это усиливало антидатское движение в герцогствах.
В 1854 г. была принята общая для Дании и герцогств конституция с общим сеймом. Германский союзный сейм 6 ноября 1858 г. постановил, что общая конституция нарушает автономные права Гольштейна и Лауэнбурга, гарантированные им договором в 1850—1852 годах. Тогда в датских правительственных сферах появился план дать автономию Гольштейну и Лауэнбургу, оставив их при этом в полной зависимости от Дании, и в то же время окончательно слить Шлезвиг с Данией. В этом смысле датский король Фридрих VII сделал заявление 30 марта 1863 года.
Германский союзный сейм усмотрел в этом заявлении нарушение прав союза и 1 октября 1863 года постановил послать в Гольштейн экзекуционную союзную армию. Несмотря на это, в Дании 13 ноября была утверждена новая конституция, по которой Шлезвиг был окончательно инкорпорирован с Данией.
В это время (15 ноября) умер король Фридрих VII и вместе с ним угасла королевская (Гольштейн-Глюкштадтская) линия Ольденбургского дома. По лондонскому протоколу 1852 года наследником престола в Дании и эльбских герцогствах был Христиан IX Глюксбургский. В герцогствах, однако, правомерность лондонского протокола никогда не признавалась, и законным наследником считался принц Фридрих Августенбургский, который 19 ноября и объявил о своём вступлении на герцогский престол в Шлезвиг-Гольштейне под именем Фридриха VIII. Германский союзный сейм, куда и король Христиан IX, и герцог Фридрих VIII обратились за признанием их наследственных прав, постановил прежде всего выполнить уже принятое решение о занятии Голштинии и Лауэнбурга союзным контингентом, а решение о праве наследства на время отложить. Между тем народное собрание в Эльмсгорне 27 декабря постановило пригласить герцога Фридриха явиться и вступить в управление страной.
Отряд в 12 тыс. саксонцев и ганноверцев с комиссарами Германского союза во главе заняли герцогства, вслед за этим и герцог Фридрих VIII прибыл в Киль, объявив, однако, союзным комиссарам, что он до окончательного решения союзного сейма считает себя «частным лицом». Прусское и австрийское правительства, однако, заявили, что они считают себя связанными лондонским протоколом 1852 г. и на этом основании требуют удаления из Гольштейна принца Фридриха Августенбургского. Когда союзный сейм отнесся отрицательно к заявлению Пруссии и Австрии, то 16 января 1864 года Пруссия и Австрия потребовали отмены в течение 48 часов датской конституции от 13 ноября. Дания ответила отказом, за которым последовало вступление прусских и австрийских войск в герцогства; так началась Датская война 1864 года. Эта война быстро окончилась для Дании полным поражением ввиду подавляющего военного превосходства союзников. По миру, заключённому 30 октября 1864 года в Вене, Дания уступила Шлезвиг, Гольштейн и Лауэнбург Пруссии и Австрии.
По требованию Пруссии и Австрии ганноверские и саксонские войска покинули Шлезвиг-Гольштейн. Затем прусское правительство поручило особой прусской комиссии (Kronsyndicat) представить своё юридическое заключение о правах на наследство в Шлезвиг-Гольштейне принца Августенбургского. Несмотря на то, что перед тем 16 германских юридических факультетов высказались в пользу принца Августенбургского, что в самих герцогствах он считался до сих пор законным наследником, прусская комиссия признала, что историческое право наследования в Шлезвиг-Гольштейне принадлежало датскому королю и по праву завоевания перешло к Пруссии и Австрии.
14 августа 1865 года была заключена Гаштейнская конвенция о том, что Австрия и Пруссия будут совместно владеть Шлезвиг-Гольштейном, причем Пруссии было предоставлено управление Шлезвигом, а Австрии — Гольштейном.
26 апреля 1866 года Австрия заявила Пруссии, что она согласна уступить свои права в Шлезвиг-Гольштейне лицу, которое будет избрано германским союзным сеймом (подразумевался принц Августенбургский). После отрицательного ответа на это предложение со стороны Пруссии Австрия внесла 1 июня 1866 года вопрос о Шлезвиг-Гольштейне в союзный сейм и назначила на 11 июня открытие шлезвиг-гольштейнского сейма в Итцехо. Пруссия объявила эти действия Австрии нарушением Гаштейнской конвенции и двинула свои войска в Гольштейн. Так началась Австро-прусско-итальянская война, закончившаяся поражением Австрии.
По Пражскому миру 23 августа 1866 года Австрия уступила Шлезвиг и Гольштейн Пруссии. По требованию Наполеона III в Пражский договор был внесён пункт, по которому в населённой в основном датчанами северной части Шлезвига будет перед присоединением к Пруссии устроен плебисцит, согласно решению которого область отойдёт или к Дании, или к Пруссии. Пункт этот остался невыполненным и в 1878 году по соглашению между Пруссией и Австрией был отменён.
В 1866 году (27 сентября) по договору Пруссии с великим герцогом Петром Ольденбургским, тот отказался за денежное вознаграждение от прав на Шлезвиг-Гольштейн. 12 января 1867 года Шлезвиг-Гольштейн был объявлен прусской провинцией.

### XX век
По итогам проведённого в 1920 году (на основании Версальского мирного договора) плебисцита северная часть Шлезвига перешла от Германии к Дании.
С 1949 года Шлезвиг-Гольштейн — земля в составе Западной Германии. В том же году была принята Конституция Шлезвиг-Гольштейна.

## Политика
Законодательный орган — Шлезвиг-Гольштейнский Ландтаг (нем. Schleswig-Holsteinischer Landtag), избираемый населением, исполнительный орган — Земельное правительство Шлезвиг-Гольштейна (нем. Landesregierung von Schleswig-Holstein), состоящее из Премьер-Министра Земли Шлезвиг-Гольштейна (нем. Ministerpräsidenten des Landes Schleswig-Holstein) и министров Земли Шлезвиг-Гольштейн, орган конституционного надзора — Шлезвиг-Гольштейнский Конституционный Суд (нем. Schleswig-Holsteinisches Landesverfassungsgericht), высшая судебная инстанция — Шлезвиг-Гольштейнский Высший земельный суд в Шлезвиге (нем. Schleswig-Holsteinisches Oberlandesgericht in Schleswig), высшая судебная инстанция административной юстиции — Шлезвиг-Гольштейнский Высший административный суд (нем. Schleswig-Holsteinisches Oberverwaltungsgericht). Одно место в ландтаге принадлежит местным датчанам вне зависимости от их численности.
С 2005 года до октября 2009 года у власти в провинции находилась коалиция из ХДС и СДПГ. Премьер-министром земли Шлезвиг-Гольштейн был Петер Гарри Карстензен (ХДС).
В результате выборов в ландтаг, состоявшихся в сентябре 2009 года, ХДС сохранила своё лидерство, получив 31,5 процентов голосов. За СДПГ проголосовало всего лишь 25,4 процента избирателей, что является самым низким показателем за последние годы. На третьем месте по числу голосов оказалась СвДП, получив 14,9 процентов. За «зелёных» проголосовало 12,4 процентов, за Левую партию — 6 процентов избирателей. В связи с новым раскладом политических сил в ландтаге, появилась возможность создания новой правящей коалиции из ХДС и СвДП, которые находятся ближе друг к другу идеологически, нежели ХДС и СДПГ. 28 октября был обнародован новый состав правительства, а премьер-министром был снова избран Петер Гарри Карстензен.
На выборах 6 мая 2012 к власти пришла коалиция из ХДС (22 %), СДПГ (22 %), Зелёных (10 %), Пиратской партии (6 %), СвДП (6 %) и Союза южношлезвигских избирателей (СЮИ) (3 %). Премьер-министром был избран Торстен Альбиг (СДПГ).
После выборов 7 мая 2017 сложилась патовая ситуация, прежние коалиции не имели большинства. ХДС получила 25 мест (32 % голосов), СДПГ — 21 (27,3 %), Партия Зелёных — 10 (12,9 %), СвДП — 9 (11,5 %), АДГ — 5 (5,9 %), СЮИ — 3 (3,3 %). Через 5 недель было сформировано правительство ХДС-Зелёных-СвДП. Премьер-министром был избран Даниэль Гюнтер (ХДС).

## Административное устройство
В состав федеральной земли входят 11 районов (нем. Landkreis) и 4 внерайонных (приравненных к районам) города (нем. Kreisfreie Stadt), районы делятся на города (нем. Stadt) и общины (нем. Gemeinde), города делятся на местные кварталы (нем. Ortsteil).

### Районы и внерайонные города
| Статус            | Герб | Название по-русски   | Название по-немецки   | Индекс автомобильных номеров Германии | Площадь (км²) | Население (по состоянию на 31 декабря 2022 г.) | Административный центр |
| ----------------- | ---- | -------------------- | --------------------- | ------------------------------------- | ------------- | ---------------------------------------------- | ---------------------- |
| Район             |      | Дитмаршен            | Dithmarschen          | HEI, MED                              | 1 428,18      | 135 252                                        | Хайде                  |
| Район             |      | Герцогство Лауэнбург | Herzogtum Lauenburg   | RZ                                    | 1263,06       | 203 712                                        | Ратцебург              |
| Район             |      | Северная Фризия      | Nordfriesland         | NF                                    | 2 083,53      | 169 043                                        | Хузум                  |
| Район             |      | Восточный Гольштейн  | Ostholstein           | OH                                    | 1 393         | 203 606                                        | Ойтин                  |
| Район             |      | Пиннеберг            | Pinneberg             | PI                                    | 664,27        | 322 130                                        | Эльмсхорн              |
| Район             |      | Плён                 | Plön                  | PLÖ                                   | 1083,57       | 131 266                                        | Плён                   |
| Район             |      | Рендсбург-Экернфёрде | Rendsburg-Eckernförde | NWM, GDB, GVM, WIS, (HWI)             | 2 189,77      | 278 979                                        | Рендсбург              |
| Район             |      | Шлезвиг-Фленсбург    | Schleswig-Flensburg   | SL                                    | 2 071,33      | 206 038                                        | Шлезвиг                |
| Район             |      | Зегеберг             | Segeberg              | SE                                    | 1 344,47      | 284 988                                        | Бад-Зегеберг           |
| Район             |      | Штайнбург            | Steinburg             | IZ                                    | 1 055,7       | 132 419                                        | Итцехо                 |
| Район             |      | Штормарн             | Stormarn              | OD                                    | 766,24        | 247 973                                        | Бад-Ольдесло           |
| Внерайонный город |      | Киль                 | Kiel                  | KI                                    | 118,65        | 247 717                                        |                        |
| Внерайонный город |      | Любек                | Lübeck                | HL                                    | 214,19        | 218 095                                        |                        |
| Внерайонный город |      | Ноймюнстер           | Neumünster            | NMS                                   | 71,66         | 79 502                                         |                        |
| Внерайонный город |      | Фленсбург            | Flensburg             | FL                                    | 56,73         | 92 550                                         |                        |

### Города
| Киль        | 238,4 | Гестхахт          | 29,2 |
| Любек       | 210,2 | Рендсбург         | 28,2 |
| Фленсбург   | 88,6  | Хенштедт-Ульцбург | 27,0 |
| Ноймюнстер  | 77,0  | Райнбек           | 25,8 |
| Нордерштедт | 71,9  | Бад-Ольдесло      | 24,3 |
| Эльмсхорн   | 48,8  | Шлезвиг           | 24,1 |
| Пиннеберг   | 42,4  | Эккернфёрде       | 22,7 |
| Итцехо      | 32,4  | Хузум             | 22,1 |
| Ведель      | 32,3  | Хайде             | 20,9 |
| Аренсбург   | 31,2  | Квикборн          | 20,5 |

### Регионы
- Ангельн (Angeln)
- Датский Лес (Dänischer Wald)
- Дитмаршен (Dithmarschen)
- Айдерштедт (Eiderstedt)
- Голштинская Швейцария (Holsteinische Schweiz)
- Голштинский Эльбмаршен (Holsteinische Elbmarschen)
- Герцогство Лауэнбург (Herzogtum Lauenburg)
- Северная Фризия (Nordfriesland)
- Пробштай (Probstei)
- Шлезвигский Геест (Schleswigsche Geest)
- Шванзен (Schwansen)
- Восточный Гольштейн (Kreis Ostholstein)
- Штайнбург (Steinburg)
- Штормарн (Stormarn)
- Вагрия (Wagrien)
- Средний Гольштейн (Mittelholstein)

### Местные органы государственной власти
Представительные органы районов — крейстаги (нем. Kreistag), состоящие из депутатов крейстага (Kreistagsabgeordnete), избираемых населением по пропорциональной системе с открытым списком, избирающие из своего состава для ведения заседаний крейспрезидента (Kreispräsident), исполнительную власть в районе осуществляет ландрат (Landrat), избираемого населением.
Представительные органы городов — городские представительства (Stadtvertretung), состоящие из городских представителей, избираемых населением по пропорциональной системе с открытым списком, избирающие из своего состава для ведения заседаний старосту городского представительства, исполнительную власть в городе осуществляет обер-бургомистр (Oberbürgermeister), избираемого населением.
Представительные органы общин — общинные представительства (Gemeindevertretung), состоящие из общинных представителей, избираемых населением по пропорциональной системе с открытым списком, избирающие из своего состава для ведения заседаний председателя общинного представительства, исполнительную власть в общине осуществляет бургомистр (Bürgermeister), избираемого населением.
Представительные органы местных кварталов — квартальные советы (Ortsbeirat).

## Религия
Большинство верующих — лютеране, крупнейшая лютеранская деноминация — Евангелическо-Лютеранская Церковь в Северной Германии (нем. Evangelisch-Lutherische Kirche in Norddeutschland).

## Экономика
- Задолженность: 6958 € на душу населения (2002)

Основные отрасли хозяйства — логистика (морские и шоссейные транспортные перевозки), сельское хозяйство, рыбный и морской промысел.

## Культура
На культуру Шлезвиг-Гольштейна оказал влияние ряд факторов. С одной стороны это влияние фризской и датской культур на традиционное жилище и сельское хозяйство. С другой — расположение между Северным и Балтийским морями. Север федеральной земли известен своей архитектурой, на которой сказалось скандинавское влияние.
Шлезвиг-Гольштейн — это страна с богатыми литературными традициями. С ними связаны такие имена, как Иоганн Генрих Фосс, Маттиас Клаудиус, Фридрих Хеббель, Теодор Шторм, Клаус Грот, а также Генрих и Томас Манны. Томас Манн написал в родном городе Любеке свой знаменитый роман «Будденброки», подаривший ему всемирную известность и принесший ему в 1929 году Нобелевскую премию по литературе. С 1945 года писатели Шлезвиг-Гольштейна составляли историю немецкой литературы. К их числу относится другой знаменитый нобелевский лауреат в области литературы Гюнтер Грасс (родился и вырос в Вольном городе Данциге, свою жизнь со Шлезвиг-Гольштейном связал уже в довольно зрелом возрасте), почётный гражданин Шлезвига-Гольштейна Зигфрид Ленц, поэтесса Сара Кирш и писатель Гюнтер Кунерт. Их направлением была северофризская литература. В Шлезвиге до сих пор действует одна из старейших газет Германии — Die Heimat, созданная в 1891 году.
В 1986 году Шлезвиг-Гольштейн дал право убежища основателю Шлезвиг-Гольштейнского музыкального фестиваля (самый большой фестиваль классической музыки в Европе) Юстусу Францу. Ежегодно там проводится около 130 концертов, посещают которые свыше 100000 человек. Фестиваль поделён на 30—50 сцен, распространённых по всей федеральной земле. Участниками этого фестиваля являются Оркестровая академия в Зальцау, высшая музыкальная школа в Любеке, а также Академия Хора, известная на весь мир «выращиванием» особенно одарённых музыкантов. Ежегодное проведение фестиваля является одной из главных задач федеральной земли.
Ойтинский оперный фестиваль (в саду замка Ойтина) был создан в 1951 году в честь 125-летия со дня кончины уроженца Ойтина, композитора Карла Марии фон Вебера. Используя оперу Вебера «Вольный стрелок» как основу, была создана череда представлений (три оперных дома проводят по 22—25 представлений в год в парке Ойтинского замка), которые приезжают посмотреть в восточный Гольштейн почти 50000 человек.
Известен на весь мир Wacken-Open-Air-Festival, фестиваль металла. С 1989 в Ойтине в праздник Троицы проходит Фестиваль блюза, который посещают около 15000 человек.
Помимо небольших сцен, Шлезвиг-Гольштейн владеет тремя большими «театрами разных направлениями» (нем. Mehrspartentheater): Театр Любека, Театр Киля и Государственный театр Шлезвига-Гольштейна с резиденцией в Шлезвиге. Город Бад-Зегеберг знаменит проводимой ежегодно Игрой Карла Мэя (театральная постановка произведений немецкого писателя Карла Мэя).
Спектр около 250 музеев Шлезвиг-Гольштейна весьма широк: он берёт начало от центральных государственных музеев фонда Готторпа и кончается историческими музеями, большими домами-памятниками в городах, так же большое количество привлекательных краеведческих музеев, чьё прошлое и своеобразие отражает страну и людей, как музей фризской культуры доктора Карла Хэберлина в городе Вик-ауф-Фёр. Картины экспрессиониста Эмиля Нольде хранятся в его доме, ставший позднее музеем его картин. Музей под открытым небом Шлезвиг-Гольштейна в Киле-Мольфзее показывает исторические здания всей федеральной земли (площадь всего «музея» — 60 гектаров).
И наконец «Дни северного кино» (нем. Nordischen Filmtage) в Любеке является одним из самых больших и богатым традициями кинофестивалем Германии. Кинофестиваль строго ориентирован только на фильмы производства Дании, Швеции, Норвегии, Исландии, Финляндии и других северных стран.

## Наука и образование
Вузы:
- Университет им. Христиана-Альбрехта в Киле
- Университет в г. Фленсбург
- Медицинский университет в г. Любек
- Высшая техническая школа в Киле
- Высшая техническая школа в Любеке
- Высшая техническая школа во Фленсбурге
- Высшая школа искусств в Киле
- Высшая музыкальная школа (консерватория) в Любеке
- Мультимедия Кэмпус, Киль